# Haim Zafrani
Haim Zafrani (in arabo حاييم الزعفراني‎?; Essaouira, 10 giugno 1922 – Parigi, 31 marzo 2004) è stato uno storico marocchino naturalizzato francese, noto per aver raccolto e conservato gran parte della musica e della poesia orale degli ebrei in Marocco. Registrò, e quindi conservò, le melodie di Rabbi David Buzaglo (1903-1975), ampiamente acclamato come il più grande paytan (autore di poemi liturgici ebraici) del suo tempo.
Ebreo e arabista, ha scritto una quindicina di libri e più di 150 articoli che coprono la cultura, le lingue e la letteratura ebraica nei paesi musulmani del Nord Africa, in particolare il Marocco, così come la storia degli ebrei nella Spagna musulmana

## Biografia
Nacque nel 1922 a Essaouira da una famiglia ebraica della città. Erede di una cultura giudeo-marocchina, Haïm Zafrani proveniva da una famiglia espulsa dalla Spagna nel 1492, contemporaneamente ai musulmani, e che si era stabilita nel Souss. Suo padre morì quando aveva quattro anni, e fu cresciuto dai nonni che gli diedero un'educazione intellettuale tradizionale.

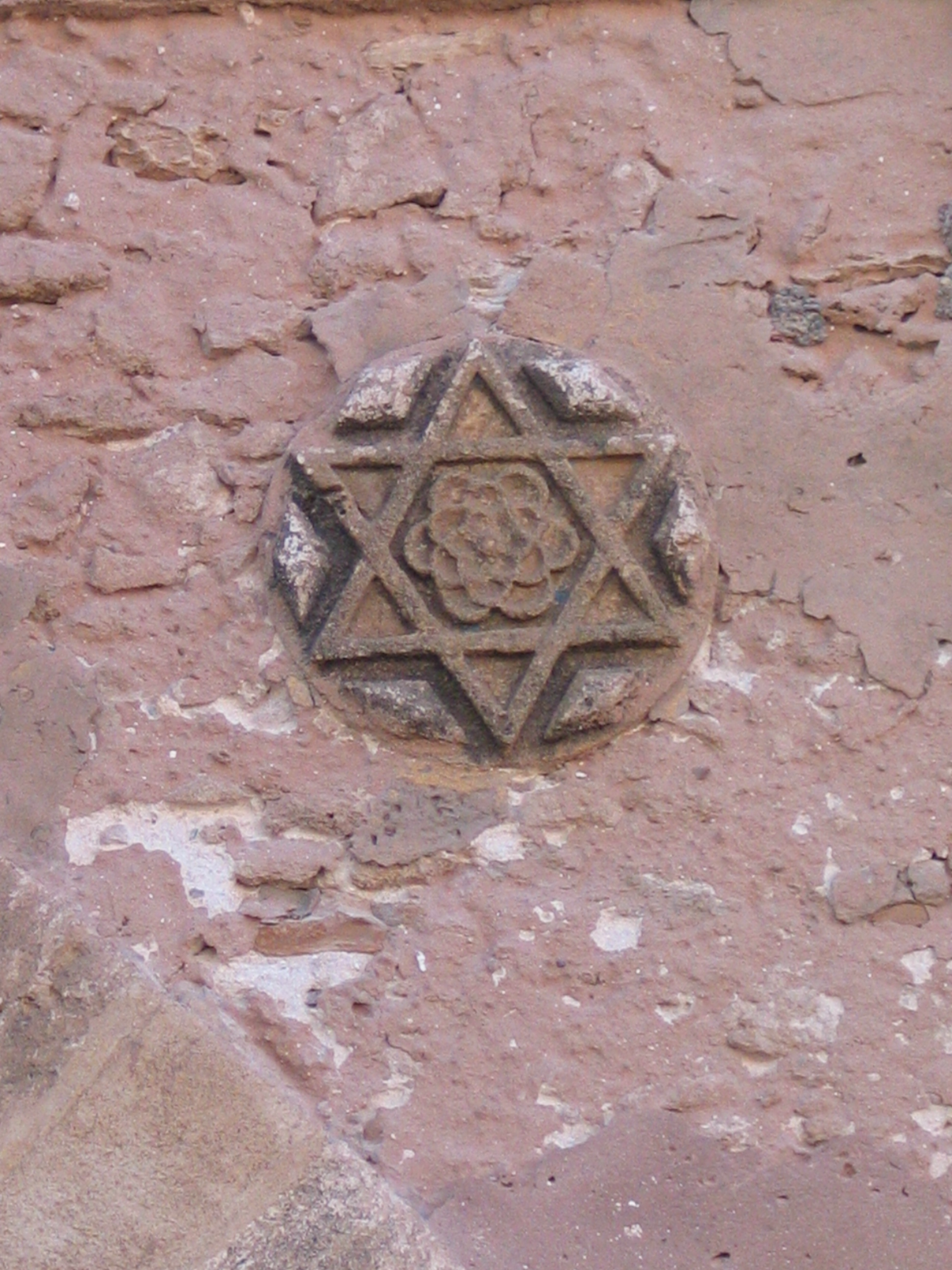
Bassorilievo nell'antica mellah di Essaouira

Zafrani iniziò la sua carriera come insegnante e diventò ispettore scolastico responsabile dell'insegnamento dell'arabo nelle scuole dell'Alliance Israélite Universelle in Marocco. In seguito, Zafrani si trasferì a Parigi, in Francia, dove fu professore e capo del Dipartimento di lingua ebraica e civiltà ebraica all'Università di Parigi e in seguito professore emerito. È stato membro dell'Institut des Hautes Etudes Semitiques del Collège de France, dell'Accademia del Regno del Marocco e membro dell'Institute for Advanced Studies dell'Università Ebraica di Gerusalemme, Israele. Trascorse gran parte della sua vita a Rabat, Casablanca e Parigi.
Il suo libro più noto è 2000 anni di vita ebraica in Marocco.

## Premi e riconoscimenti
- 1982 - Irving and Bertha Neuman Distinguished Scholar Award dall'Università Ebraica di Gerusalemme (1982-1983)
- 1985 - Premio Yad Yitzhak Ben-Zvi
- 1999 - Grand Atlas Prize
- 2001 - Maghreb Prize

## Le Prix Haïm Zafrani
Le Prix Haïm Zafrani è un premio assegnato ai creatori di opere di valore letterario, scientifico o artistico dall'Institut Universitaire Elie Wiesel.

## Opere
- Duemila anni di vita ebraica in Marocco, (traduzione in inglese), Hoboken, N.J.: Ktav Pub. House, 2002
- Deux mille ans de vie juive au Maroc: histoire et culture, religion et magie, p. 325, ill. Parigi, Maisonneuve & Larose; Casablanca: Eddif, c1998
- L'Ecclésiaste et son commentaire: "le livre de l'ascèse": la version arabe de la Bible de Sa'adya Gaon, (con André Caquot), p. 132. Parigi, Maisonneuve & Larose, 1989 circa
- Juifs d'Andalousie et du Maghreb, p. 437, ill. Parigi Maisonneuve et Larose, 1996.
- Pédagogie juive en terre d'islam; l'enseignement traditionnel de l'hébreu et du judaïsme au Maroc, p. 191, Parigi: A. Maisonneuve, 1969
- Études et recherches sur la vie intellectuelle juive au Maroc de la fin du 15e au début du 20e siècle, V. 1-3. Parigi: Geuthner 1980
- Éthique et mystique: judaïsme en terre d'Islam: le commentaire kabbalistique du "Traite des Peres" de J. Bu-'Ifergan. p. 260, Parigi, Editions Maisonneuve & Larose, 1991
- Kabbale, vie mystique et magie: judaïsme d'Occident musulman, p. 487, ill. Parigi, Maisonneuve & Larose, 1986
- Recherches sur les juifs du Maghreb, p.177,  Parigi,  Institut européen d'études hébraïques, Université de Paris VIII: [Berit 'Ivrit 'olamit], 1997